# Szwajcaria na Letnich Igrzyskach Olimpijskich 1896
Szwajcaria na Letnich Igrzyskach Olimpijskich 1896 była reprezentowana przez dwóch zawodników, z których tylko czterdziestoletni Louis Zutter zdobył medale (złoty i dwa srebrne). Na igrzyskach wystąpił również inny Szwajcar Charles Champaud, lecz reprezentował on barwy Bułgarii.

## Medale

### Złote medale
Louis Zutter - ćwiczenia na koniu z łękami

### Srebrne medale
Louis Zutter - skok przez konia
Louis Zutter - ćwiczenie na poręczach

## Reprezentanci

### Gimnastyka
| Konkurencja                 | Miejsce     | Zawodnik     |
| --------------------------- | ----------- | ------------ |
| Ćwiczenia na poręczach      | 2 miejsce   | Louis Zutter |
| Ćwiczenia na drążku         | brak danych | Louis Zutter |
| Skok przez konia            | 2 miejsce   | Louis Zutter |
| Ćwiczenia na koniu z łękami | 1 miejsce   | Louis Zutter |

### Strzelectwo
| Konkurencja      | Miejsce   | Zawodnik       | Punkty | Strzały  |
| ---------------- | --------- | -------------- | ------ | -------- |
| Karabin wojskowy | 8 miejsce | Albert Baumann | 1294   | nieznany |